# Matsà
La Matsà és un pa àzim (pa sense llevat), tradicional de la gastronomia jueva, elaborat amb farina i aigua. Aquest pa es menja durant la Pasqua jueva.
Entre els estatuts que Déu va manar al poble d'Israel abans d'arribar a la Terra Promesa, hi havia la Mitsvà de celebrar la festa dels pans àzims, que dura set dies començant a comptar del 15 de Nissan, fins a arribar a la fi de la festa de Péssah, en què també es menjava un xai i herbes amargues, junt a la Matsà.

## Història

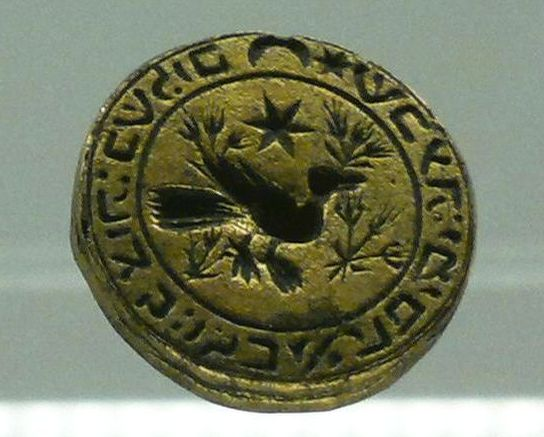
Segell de Bronze per marcar la matsà. Tarragona..

La Bíblia esmenta que són els 7 dies de festa relacionats amb la Pasqua, i que de vegades se'n consideraven part. D'entre les instruccions originals per a l'observança del sopar pasqual s'incloïa l'abstinència a les cases dels hebreus del consum de pa amb llevat, des de la posta de sol del 14 de Nissan, (el dia en què se sacrificava l'anyell pasqual), fins a la posta de sol del 21 d'aquest mateix mes. Més tard es va introduir el costum de practicar una recerca per a constatar que no quedés llevat en tota la llar el dia 14. El dia 15, l'endemà de Péssah, era el primer dia de la festa del Pa àzim, i un dia cerimonial, dia de repòs i de santa reunió; l'endemà, el 16 es feia una cerimònia que consistia a bressolar una gavella amb les primícies de l'ordi, que assenyalava el començament de la temporada de la collita. El requisit de la gavella va obligar els jueus a ajustar el seu calendari lunar, de manera que concordés amb les estacions de l'any. El darrer dia de la festa dels Pans sense Llevat, el dia 21 de Nissan (hebreu), era un dissabte cerimonial.
El dia 15 del mes era el primer dels 7 dies d'aquesta festa, anomenat també primer dia de la pasqua. Era un dia de repòs d'una festa especial, en el qual no s'havia de treballar (Lev. 23: 6, 7; cf. Vers. 24, 32. Aquest no era un dissabte setmanal, el setè dia de la setmana. Queia un dia fix, el 15 de Nissan, i en conseqüència un dia de la setmana diferent cada any. Era el primer dels set dies de repòs cerimonials relacionats amb el cicle de les festes anuals, dels quals es diu específicament que s'havien de celebrar perquè eren els dies de repòs de Jehovà. Aquests dies de descans eren part de la llei cerimonial, a diferència del setè dia, recordatori de la creació, eren tan sols ombra del que havia de venir, símbols que trobarien el seu compliment en Crist Nostre Senyor.
L'endemà del dia de descans cerimonial després de Péssah, el 16 de Nissan, es feia la cerimònia de la garba bressolada, les primícies de la collita de l'ordi.
Abans de fer aquesta cerimònia no s'havia de menjar pas del gra nou.
La festa del pa àzim, es concloïa el dia 21 amb un altre dia de repòs cerimonial.

## Elaboració
Només es poden fer servir cinc grans per elaborar la farina de matsà, els quals, d'acord amb la tradició jueva, no poden ser utilitzats per a cap altre propòsit durant la Pasqua: blat, ordi, espelta, sègol i civada. Tant el blat com l'espelta són del gènere Triticum. El gra de civada està conformat per gluten lliure, el mill és un cereal que pot ser utilitzat en lloc dels anteriors. La massa feta pels cinc grans pot llevar, si han passat 18 minuts des que es va humitejar, si estan més temps en el forn, ja no es pot obtenir la Matsà. La farina de Matsà ha de ser pastada fins a formar la massa de Matsà, que habitualment es fa servir com a substitutori en lloc de la farina en la cuina pascual.

## Varietats comunes
Hi ha dos grans tipus de matsà. En els Estats Units la més comuna és l'asquenazita, la qual té una aparença i una textura similar a la galeta. Els jueus sefardites consumeixen un tipus de matsà molt similar al pa de pita. També es pot distingir la matsà xemurà, que és una Matsà amb una forma circular d'aproximadament 30 cm de diàmetre. A part de la seva forma, aquests dos tipus de Matsà tenen un gust diferent. La matsà tradicional, normalment només està disponible durant l'època de Pessa'h.